# Misura della distanza con il sonar

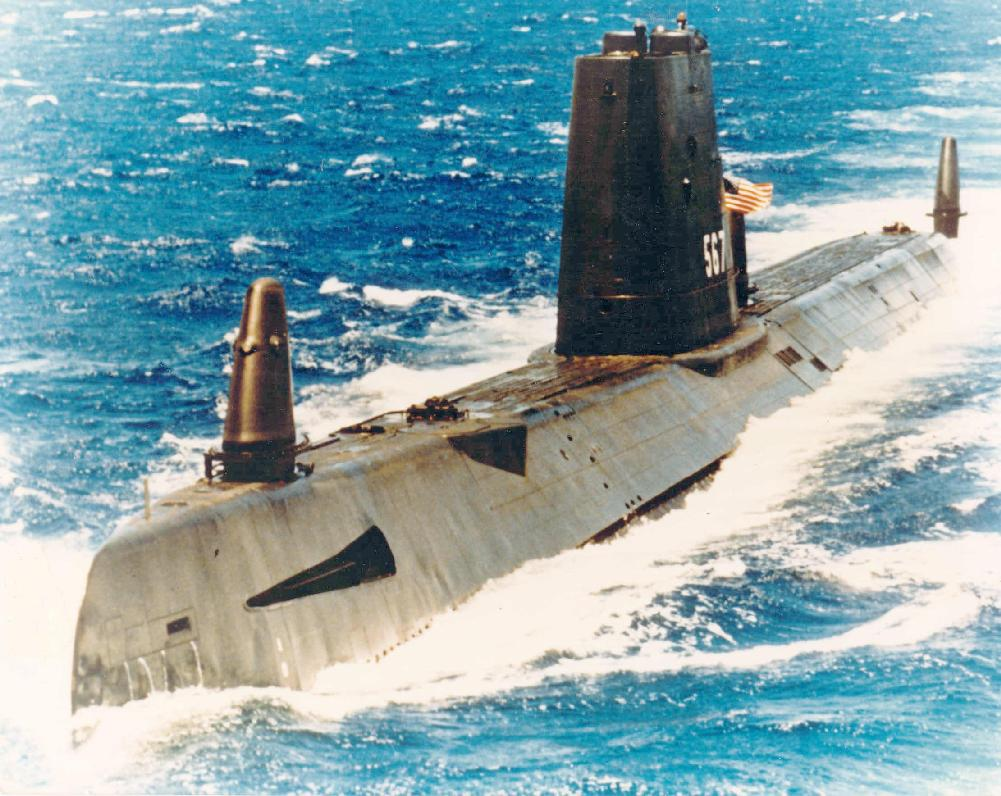
Sottomarino con basi acustiche a torre per la misura della distanza con il sonar

La misura della distanza con il sonar è una caratteristica dei sistemi di localizzazione subacquea di determinare, tramite la ricezione delle onde acustiche emesse da un semovente navale, la distanza del semovente stesso.
Diversi metodi sono stati sviluppati per la misura della distanza con il sonar; due di questi utilizzano:
La curvatura delle onde acustiche in mare 
La riflessione delle onde acustiche sul fondo.

## Misura secondo curvatura fronte d'onda

### Geometria di misura

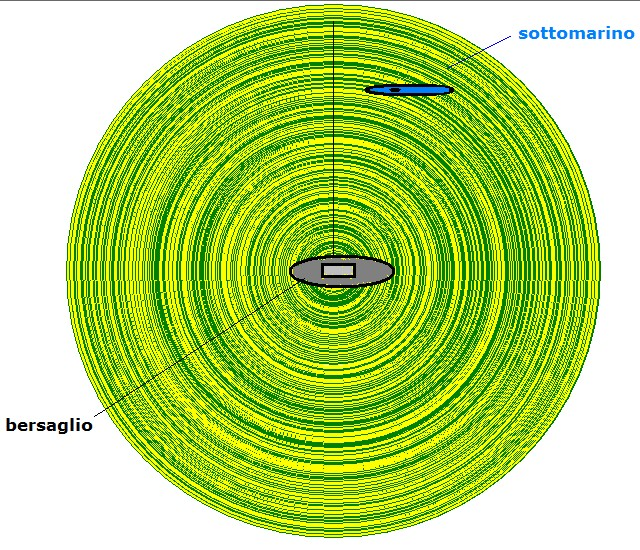
Contesto operativo sul campo, posizioni relative sottomarino bersaglio, in evidenza la curvatura delle onde

In via teorica il calcolo della distanza si sviluppa studiando la geometria nel piano orizzontale dedotta dal contesto operativo.

### Analisi della geometria
Per l'utilizzo della geometria sul campo il sottomarino era dotato di particolari basi acustiche riceventi torreggianti sullo scafo 
Per lo studio 
della geometria di misura si traccia un dettaglio ingrandito, deformato nelle proporzioni, della situazione operativa; il grafico di una sola onda generata dal bersaglio che colpisce il sottomarino:
Il fronte d'onda colpisce inizialmente l'elemento centrale della base, di seguito, dopo aver percorso la lunghezza della freccia {\displaystyle f}, colpisce i due elementi estremi.
Dalla geometria si ricava:
{\displaystyle D^{2}=f\cdot (2\cdot R+f)}
dato che la lunghezza della freccia {\displaystyle f} è irrilevante rispetto alla distanza {\displaystyle R} si scrive:
{\displaystyle D^{2}=2\cdot f\cdot R\ \ } quindi
{\displaystyle R=D^{2}/(2\cdot f)}
La misura della distanza {\displaystyle R}  viene computata valutando il ritardo temporale, {\displaystyle tf}, necessario al fronte d'onda per percorre in mare la freccia {\displaystyle f}:
{\displaystyle tf=f/c} 
Essendo {\displaystyle f=tf\cdot c}
si ha la distanza {\displaystyle R} in funzione del tempo di ritardo
{\displaystyle tf}:
{\displaystyle R=D^{2}/(2\cdot tf\cdot c)}

### Esame numerico dell'algoritmo

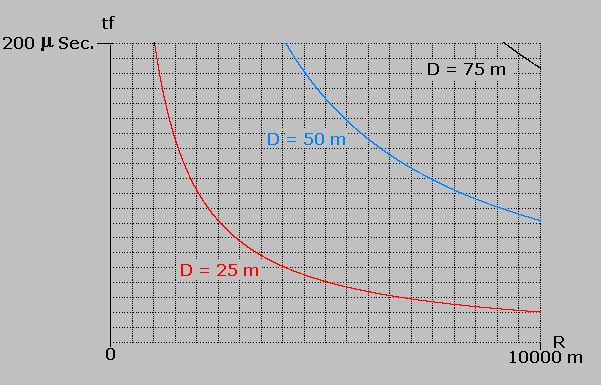
Variazione di tf in funzione della distanza R

L'esame dell'algoritmo sviluppato in precedenza si rende necessario per valutare l'entità del ritardo {\displaystyle tf} il cui valore, se troppo piccolo, crea problemi nella sua misura e incide sulla precisione di calcolo.
Dalla funzione:
{\displaystyle R=D^{2}/(2\cdot tf\cdot c)}
si esplicita il tempo tf:
{\displaystyle tf=D^{2}/(2\cdot R\cdot c)}
tre curve parametriche in {\displaystyle D} si possono tracciate per {\displaystyle tf} funzione di {\displaystyle R} variabile da {\displaystyle 1000\ m} a {\displaystyle 10000\ m}.
I parametri sono:
{\displaystyle D1=25\ m} ; {\displaystyle D2=50\ m} ; {\displaystyle D3=75\ m}
I grafici mostrano che minore è la distanza {\displaystyle D} minore è l'entità del ritardo {\displaystyle tf} che il misuratore della distanza deve elaborare.

### Errori nella valutazione del tempotf{\displaystyle tf}

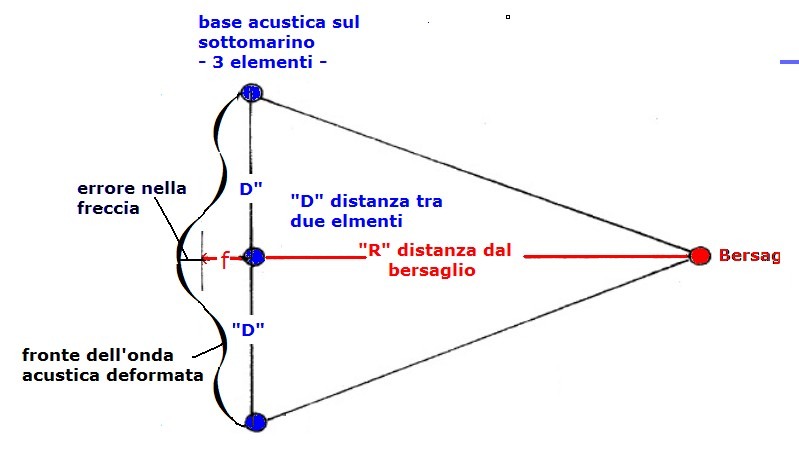
Distorsione del fronte d'onda

Due possono essere le cause d'errore 
più rilevanti nella misura di {\displaystyle tf}:
- - Un rapporto sfavorevole tra il segnale e il disturbo {\displaystyle (S/N)} , dove quest'ultimo dipende, prevalentemente, dallo stato del mare [N 3]
- - La deformazione del fronte d'onda dovuta a riflessioni dal fondo e dalla superficie.

## Misura per riflessione dal fondo

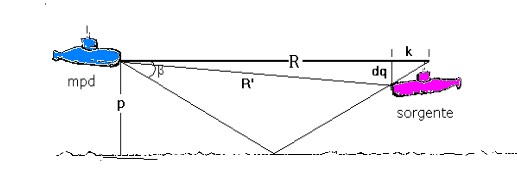
Geometria nel piano verticale per riflessione dal fondo

Il metodo   utilizza la riflessione dal fondo dei raggi acustici generati dai semoventi navali; la geometria del campo operativo deve essere tracciata nel piano verticale:
Se i due mezzi sono alla stessa quota, ovvero per {\displaystyle dq=0}, e i due raggi acustici 
che incidono sul fondo sono uguali, l'algoritmo per il calcolo della distanza {\displaystyle R} è:
{\displaystyle R={\frac {2\cdot P}{\tan \beta }}}
dove:
{\displaystyle P=} quota del sottomarino
{\displaystyle \beta =} angolo di depressione  .
Se i due mezzi si trovano a quote diverse; uno alla quota {\displaystyle P} e l'altro alla quota {\displaystyle P-dq} il calcolo di {\displaystyle R} si esegue con la formula:
{\displaystyle R={\sqrt[{}]{[({\frac {2\cdot P-dq}{\tan \beta }})^{2}+dq^{2}]}}}
Il calcolo della distanza sarà tanto più attendibile quanto potrà esserlo la valutazione della differenza di quota {\displaystyle dq.}

### Base acustica

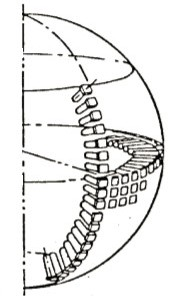
Simulacro base semisferica

La misura della distanza per riflessione sul fondo utilizza una caratteristica base acustica  semisferica non visibile all'esterno del battello perché sistemata sotto il falso scafo.
Questa base consente la misura dell'angolo  {\displaystyle \beta } nel piano verticale.

### Gli errori nella misura della distanza per riflessione
Le cause d'errore più rilevanti nella misura della distanza, oltre alla differenza di quota dei due battelli, sono:
Un rapporto sfavorevole tra il segnale e il disturbo {\displaystyle (S/N)}, dove quest'ultimo dipende, prevalentemente, dallo stato del mare
L'alterazione dell'inclinazione dei raggi acustici a seguito fenomeni legati alla propagazione del suono in mare